# Esta TerBlanche
Esta TerBlanche (sinh ngày 7 tháng 1 năm 1973 và qua đời vào ngày 19 tháng 7 năm 2024) là một nữ diễn viên Nam Phi, cô nổi tiếng với những vai diễn trong các vở Opera xà phòng trên truyền hình ở cả Nam Phi và Hoa Kỳ.

## Đầu đời
TerBlanche sinh ra tại Rustenburg, tỉnh Tây Bắc, Nam Phi. Cô là hậu duệ của người Huguenot. Cô lớn lên trong một trang trại động vật (game farm), với khỉ, bò, ngựa, cừu, lợn rừng và elams.

## Truyền hình
TerBlanche được trao vương miện Hoa hậu Teen Nam Phi năm 1991, và sau đó tham gia diễn xuất với vai diễn Bienkie Naudé Hartman trong bộ phim Nam Phi Egoli: Place of Gold từ năm 1992 đến 1995. Năm 1995, TerBlanche quyết định không gia hạn hợp đồng với Egoli, thay vào đó, cô theo đuổi con đường sự nghiệp diễn xuất của mình tại Hoa Kỳ.  Trong vòng ba tuần sau khi đến Los Angeles, cô tìm thấy công việc đầu tiên của mình, đóng quảng cáo tóc thương mại. Năm 1997, TerBlanche được chọn vào vai Gillian Andrassy  trên bộ phim truyền hình ban ngày của Mỹ All My Children. Gillian, một công chúa gây rắc rối, đã bị giết vào năm 2001 như TerBlanche yêu cầu để cô quay trở về Nam Phi.
TerBlanche xuất hiện với vai trò khách mời Egoli: Place of Gold năm 2004. Cô cũng tham gia tiếp trên truyền hình Nam Phi và trong các bộ phim, nhưng sau đó quay lại Hoa Kỳ. Năm 2010, cô được tạp chí American Soap Opera Digest phỏng vấn. Cô chia sẻ rằng cô đã ly hôn và đang nghỉ ngơi để tiếp tục sự nghiệp diễn xuất. Cô nói rằng cô đã mở một spa, để khám phá lĩnh vực y tế và chữa bệnh. Trong cuộc phỏng vấn, TerBlanche cũng nhấn mạnh rằng cô đã bắt đầu diễn xuất trở lại và gần đây quay cho một chương trình truyền hình thí điểm tại Nam Phi. Cô cũng bày tỏ quan tâm trở lại All My Children hoặc các chương trình xà phòng khác với lý do All My Children là tốt nhất của cuộc đời cô. Năm 2011, cô  được lên tạp chí People tribute to All My Children . Vào tháng 8 năm 2011, thông báo rằng TerBlanche sẽ tái hiện vai trò của Gillian trong những tuần cuối cùng của chương trình All My Children phát sóng trên truyền hình mạng của Mỹ. TerBlanche đã xuất hiện với vai trò khách mời trên chương trình vào ngày 24 tháng 8 năm 2011.
Những vở cô xuất hiện bao gồm: The Glass Menagerie, Pygmalion, Hear Ye, vàTen Times Worse on Friday. Cô cũng đóng vai chính trong bộ phim, Three Thieves and a Wedding. TerBlanche cũng tham gia dẫn chương trình môi trường 50/50
ở Nam Phi  và chương trình của trẻ em, K-T.V. TerBlanche nổi tiếng ở Nam Phi và đã xuất hiện trên bìa của nhiều tạp chí.

## Cuộc sống cá nhân
Ngoài tiếng bản địa Afrikaans,  TerBlanche cũng thành thạo tiếng Anh và tiếng Đức và cô có thể nói được tiếng Pháp, tiếng Ý và tiếng Nga. TerBlanche kết hôn với André Kock năm 1997, đến năm 2008 họ ly dị.